# Джон Коллінз
Джон Ко́ллінз (англ. John Collins, нар. 31 січня 1968, Галашилс) — шотландський футболіст, півзахисник. По завершенні ігрової кар'єри — тренер.

## Клубна кар'єра
У дорослому футболі дебютував 1984 року виступами за «Гіберніан», в якому провів шість сезонів, взявши участь у 163 матчах чемпіонату. Більшість часу, проведеного у складі «Гіберніана», був основним гравцем команди.
Своєю грою за цю команду привернув увагу представників тренерського штабу «Селтіка», до складу якого приєднався 1990 року. Відіграв за команду з Глазго наступні шість сезонів своєї ігрової кар'єри. Граючи у складі «Селтіка», також здебільшого виходив на поле в основному складі команди.
Згодом, з 1996 по 2000 рік, грав у складі «Монако» та «Евертона».
Завершив професійну ігрову кар'єру у клубі «Фулгем», за який виступав протягом 2000—2003 років.

## Виступи за збірну
1988 року дебютував в офіційних матчах у складі національної збірної Шотландії. Протягом кар'єри у національній команді, яка тривала 12 років, провів у формі головної команди країни 58 матчів, забивши 12 голів.
У складі збірної був учасником чемпіонату світу 1990 року в Італії, чемпіонату Європи 1996 року в Англії та чемпіонату світу 1998 року у Франції.

## Кар'єра тренера
Розпочав тренерську кар'єру невдовзі по завершенні кар'єри гравця, 2006 року, очоливши тренерський штаб клубу «Гіберніан». Команду з Единбурга Джон очолював до 20 грудня 2007 року, після чого подав у відставку.
Другим і, наразі, останнім місцем тренерської роботи був клуб «Шарлеруа», який Джон Коллінз очолював як головний тренер з 15 грудня 2008 по 15 травня 2009 року.

## Титули і досягнення

### Гравець
- Володар Кубка Шотландії (1):

«Селтік»: 1994-95
- Чемпіон Франції (1):

«Монако»: 1996-97
- Володар Суперкубка Франції (1):

«Монако»: 1997

### Тренер
- Володар Кубка шотландської ліги (1):

«Гіберніан»: 2005-06